# Ciclidi nani

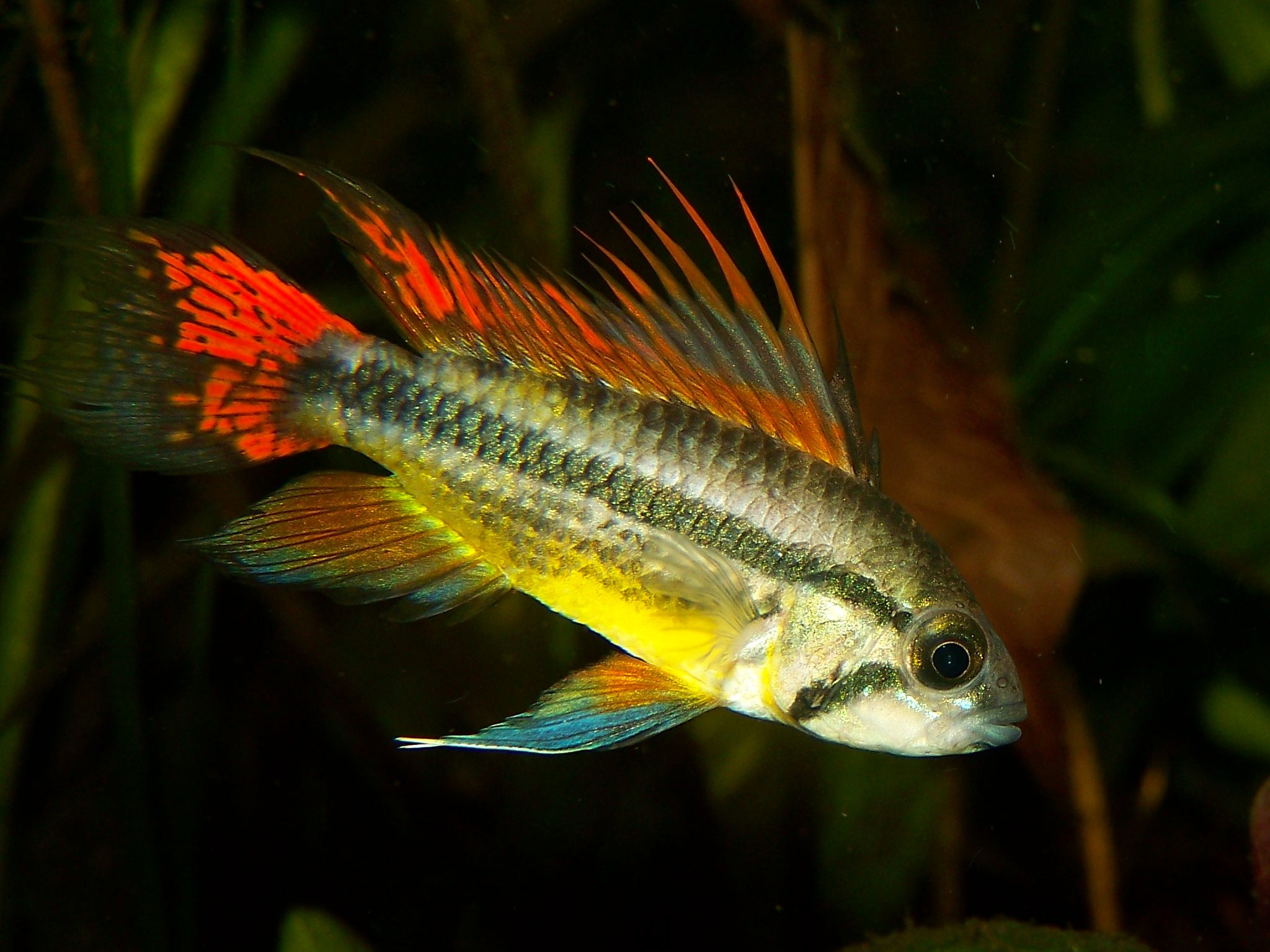
Maschio di Apistogramma cacatuoides

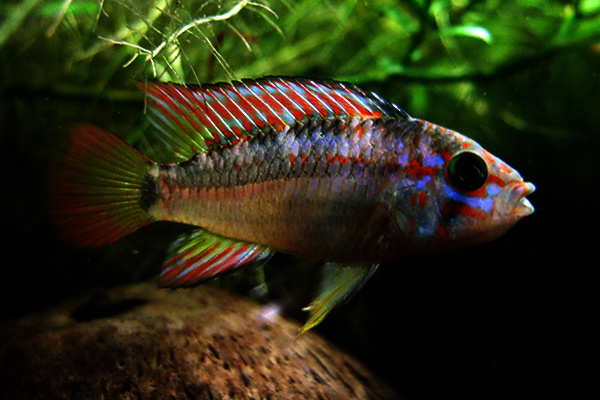
Maschio di Apistogramma papagei

Con Ciclidi nani si indicano alcune decine di specie di ciclidi di piccole dimensioni.
Questo raggruppamento non ha alcun valore tassonomico ma è ampiamente utilizzato in acquariofilia per indicare un gruppo di ciclidi (indipendentemente dalla provenienza africana o sudamericana) con determinate caratteristiche che ben si adattano all'allevamento in acquari anche di piccole dimensioni (minimo 75 litri).

## Caratteristiche
Le caratteristiche che permettono ad un ciclide di essere denominato "ciclide nano" non sono il risultato di studi scientifici ma di convenzioni tra acquariofili, accettate da chiunque allevi per interesse o commercio, questi piccoli pesci d'acqua dolce.

Tendenzialmente oggi si considerano ciclidi nani le specie di ciclidi che:
- hanno dimensioni contenute, dove in entrambi i sessi la lunghezza massima raggiunta sia 12–14 cm
- presentano un corpo di forma allungata, non troppo alta e sottile
- non presentano problemi di convivenza tra sessi in territori ristretti
- non presentano problemi ad essere allevati con altre specie di pesci e quindi non abbiano istinti predatori troppo spiccati
- non causano troppi danni all'allestimento dell'acquario (molte specie di ciclidi adorano scavare nel fondale sabbioso o ghiaioso)

## Specie
Al gruppo dei ciclidi nani si ascrivono tutte le specie dei seguenti generi:
| Taxon                             | Generi |
| --------------------------------- | --- |
| Sottofamiglia Cichlasomatinae     | Nannacara |
| Sottofamiglia Geophaginae         | Apistogramma, Apistogrammoides, Biotoecus, Biotodoma, Crenicara, Dicrossus, Laetacara, Mikrogeophagus, Taeniacara |
| Sottofamiglia Pseudocrenilabrinae | Anomalochromis, Benitochromis, Pelmatochromis, Pelvicachromis, Nanochromis, Teleogramma                           |